# Шалль, Шарль-Мишель-Анж
Шарль-Мишель-Анж Шалль (фр. Charles-Michel-Ange Challe; 13 февраля 1718, Париж — 8 января 1778, Париж) — французский рисовальщик-орнаменталист, живописец, гравёр и архитектор-декоратор академического направления. Он сыграл важную роль в переходе от стиля рококо к неоклассическому искусству эпохи Людовика XVI.

## Биография
Шарль Мишель-Анж Шаль родился в Париже в скромной семье 18 марта 1718 года. Изучал архитектуру у доминиканского монаха брата Андре, а затем поступил в мастерскую живописца Франсуа Лемуана, находившегося тогда на пике своей славы. После самоубийства последнего в 1731 году пришёл учеником к Франсуа Буше, другом которого он стал, и чья техника и манера живописи оказали на него длительное влияние.
В 1738 году Шарль-Мишель-Анж впервые попытался получить Римскую премию Королевской академии живописи и скульптуры и занял второе место. Он снова был кандидатом в 1740 и 1741 годах, и наконец получил первую премию за картину «Исцеление Товита». Среди членов жюри были Николя де Ларжильер и Шарль Андре ван Лоо. Его брат Саймон в том же году получил вторую премию в области скульптуры.
Шарль-Мишель-Анж прибыл в Рим 3 ноября 1742 года и поселился во Французской академии в Риме. Под руководством Жана-Франсуа де Труа он делал копии росписей Станц Рафаэля в Ватикане, в частности «Встречи Льва I Великого и Аттилы», для отправки их в Париж в качестве картонов для шпалер. Он воспользовался своим пребыванием в Италии, чтобы путешествовать, и выполнил множество архитектурных и пейзажных рисунков. Он посетил Геркуланум и отправился в кратер Везувия, действовавшего в то время, откуда привёз научный трактат об извержениях вулканов.
Он оставался в Риме в течение семи лет, вместо положенных трёх. Об был вовлечён в сотрудничество с архитекторами Луи-Жозефом Ле Лорреном, Эннемоном-Александром Петито и Шарлем-Луи Клериссо, что укрепило его классицистические убеждения.
На протяжении всей своей карьеры Шалль создавал большое количество рисунков в стиле Пиранези и работал над переводом на французский язык его теоретических работ. Он рисовал воображаемые храмы, триумфальные арки, монументальные скульптурные группы, мосты, для которых использовал ряд монументальных мотивов: колонны, погребальные урны, обелиски с гравюр Пиранези.
Вернувшись в 1749 году в Париж, Шалль добился значительных успехов и стал одним из самых выдающихся художников своего времени. В 1753 году за плафон, написанный для конференц-зала Королевской академии живописи и скульптуры: «Гений, соединяющий живопись со скульптурой» (теперь в одном из залов дворца Фонтенбло), Шалль был принят в академики. В 1758 году он был назначен профессором перспективы, заменив Себастьяна Леклерка Младшего.
Один из самых уважаемых художников эпохи рококо и раннего неоклассицизма, Шарль-Мишель-Анж Шалль пользовался большим успехом в Европе, его картины и архитектурные рисунки в стиле Пиранези знали в Пруссии, Англии и России. После смерти скульптора и рисовальщика-орнаменталиста Рене-Мишеля Слодца в 1764 году Шалль был назначен рисовальщиком королевской спальни и кабинета (dessinateur de la chambre et du cabinet du roi). Эта должность была особенно важной. «Она предполагала заботу о театральных и балетных костюмах, организацию всех празднеств, фестивалей и похорон, разработку фейерверков, оформление интерьеров, словом, предполагала человека со вкусом и лёгкой элегантностью, — таков был рисовальщик кабинета Его Величества».
В первые годы Шарль-Мишель-Анж особенно отличился рисованием эфемерной архитектуры, которую он создавал для больших празднеств в стиле Пиранези в то время, когда вкусы переходили от барокко и рококо к неоклассицизму в «греческом стиле». Но его картины в Парижских салонах вызывали неоднозначные отзывы. В частности, Дени Дидро в очерках о Салоне 1761 года, похвалив художника за следование античной классике в картине «Сократ, готовящийся испить кубок с цикутой», резко критиковал «Умирающую Клеопатру» за надуманность композиции и «ошибочно выбранный момент» сюжета.
Его «Спящая Венера» особенно ценилась при дворе: «Именно об этой картине Людовик XV, спросив одну придворную даму, известную своим вкусом к искусствам, что она думает о Салоне, та ответила, что только вспомнилa Венеру Шалля». В 1765 году Шалль представил монументальную композицию «Вход Гектора в Парижский дворец», которое вызвало единодушно негативную критику и отвратило его от участия в выставках в последующие годы. Тем не менее картины и гравюры по рисункам Шалля продолжали пользоваться спросом, и он стал одним из самых дорогих художников своего времени.
Он писал маслом и фреской религиозные, аллегорические и мифологические картины, создал ряд рисунков для происходивших при французском дворе спектаклей, иллюминаций и других праздников, сочинял проекты катафалков и погребальных процессий при похоронах членов французской королевской фамилии и некоторых из иностранных государей, гравировал некоторые из своих композиций. Он проектировал памятники инфанту Филиппу де Бурбону, герцогу Пармскому, затем Людовику, дофину Франции, Станиславу Лещинскому, королю Польши, Елизавете Фарнезе, королеве Испании, дофине Марии Саксонской, королеве Франции, Карлу-Эммануилу III Савойскому и, наконец, самому королю Людовику XV.
В ноябре 1770 года стареющий Шалль был удостоен звания кавалера ордена Святого Михаила и возведён в дворянство. Его осыпали почестями и приняли в Академии наук и изящных искусств Лиона.
В 1762 году он женился на Мадлен-Софи Наттье, младшей дочери Жана-Марка Наттье и Мари Мадлен де ла Рош, от которой у него не было детей.
В последние годы своей жизни он работал над проектом расширения города Марселя, который сначала был одобрен Тюрго, военно-морским министром, а затем был заброшен. Его ухудшающееся здоровье не позволило ему активно участвовать в оформлении коронации Людовика XVI в Реймсе в июне 1775 года, которое проводил его помощник Моро Младший. Он умер 8 января 1778 года от сильной лихорадки в возрасте пятидесяти девяти лет.
Помимо живописных и графических работ, Шалль оставил множество литературных произведений: стихов, драм, рассказов о путешествиях и переводов текстов Пиранези, не забывая при этом о своём научном эссе о Везувии, но ни одно из этих сочинений не будет опубликовано под его именем, а его вымышленные имена трудно отследить.

## Галерея
- Интерьер Колизея. Ок. 1745. Тонированная бумага, итальянский карандаш, белила. Национальная галерея искусства, Вашингтон
- Портал, фланкированный аркадой. 1740-е. Бумага, тушь, перо, кисть. Национальный музей изобразительных искусств, Стокгольм
- Внутренний вид церкви. 1742–1746. Бумага, акварель, тушь, перо, кисть. Смитсоновский музей дизайна Купер Хьюитт, Нью-Йорк
- Архитектурная фантазия с пирамидальным мавзолеем. Ок. 1747. Бумага, сепия, перо, кисть. Национальная галерея искусства, Вашингтон
- Архитектурная фантазия. 1718–1778. Бумага, сангина, серия, перо, кисть. Смитсоновский музей дизайна Купер Хьюитт, Нью-Йорк
- Архитектурная фантазия. 1740-е. Бумага, тушь, акварель, перо, кисть. Метрополитен-музей, Нью-Йорк
- Архитектурное каприччио. 1740-е. Бумага, тушь, перо, кисть. Метрополитен-музей, Нью-Йорк
- Юпитер и Леда. Частное собрание, Нью-Йорк
- Христос и центурион. 1759. Холст, масло. церковь Сен-Рок, Париж
- Юпитер и Антиопа. Частное собрание